# Leyla Güven

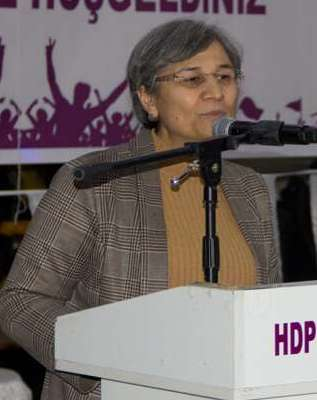
Leyla Güven

Leyla Güven (* 6. Mai 1964 in Yapalı Cihanbeyli in der Türkei) ist eine türkische Politikerin der Kurden. Im Jahr 2018/2019 führte sie einen Hungerstreik gegen die Isolationshaft des seit 1999 inhaftierten PKK-Gründers/Vorsitzenden Abdullah Öcalans durch, der zahlreiche weitere Aktionen nach sich zog.

## Leben
Leyla Güven wurde 1964 im Dorf Yapalı im Landkreis Cihanbeyli in Konya als jüngstes Kind einer neunköpfigen Familie geboren. Ihre Eltern, Hacı und Cevriye Güven, sind zentralanatolische Kurden. Die Schule besuchte Güven nach Angaben der Tochter bis zum Abschluss der Grundschule (İlkokul) oder nach anderen Angaben bis zur Mittelschule (Ortaokul). Im Alter von 16 oder 17 Jahren wurde Güven traditionell verheiratet. Güven lebte mit ihrem Ehemann von ca. 1980 bis 1985 in Deutschland und führte den Nachnamen Temizkan. Sie bekam einen Sohn und eine Tochter, ließ sich in dem Lebensabschnitt zwischen 30 und 40 Jahren scheiden, kehrte nach Konya zurück und nahm ihren Mädchennamen wieder an. Dort hatte sie mit erheblichem gesellschaftlichen Druck zu kämpfen, erneut zu heiraten oder wenigstens bei ihrer Familie zu leben.

## Politik
Politisch betätigte Güven sich ab dem Jahr 1994. Sie war Vorstandsmitglied der kurdischen HADEP in Konya und Vorsitzende des dortigen Frauenverbandes. Später war sie Mitglied des Parteirats und Vorsitzende des zentralen Frauenverbandes der DEHAP und führte nach ihrem Umzug nach Adana die dortige Frauenabteilung. Bei der Kommunalwahl in der Türkei 2004 wurde sie Bürgermeisterin von Küçük Dikili, einem Vorort von Adana.
Bei der Kommunalwahl in der Türkei 2009 wurde Güven für die Demokratik Toplum Partisi zur Bürgermeisterin von Viranşehir gewählt.
Im Dezember 2004 wurde Güven bei der sogenannten KCK-Operation, die sich gegen die zivilen Strukturen der PKK richtete, festgenommen und kam anschließend in Untersuchungshaft in Diyarbakır. Das Verfahren wurde im Oktober 2010 vor der 2. Großen Strafkammer in Diyarbakır eröffnet. Im Jahr 2014 wurde Güven aus der Haft erlassen. Das rechtskräftige Urteil erging im März 2017 und lautete sechs Jahre und drei Monate Haft wegen Mitgliedschaft in der PKK. Güven musste allerdings nicht mehr in Haft, da ihre Strafe abgegolten war.
Bei der Parlamentswahl in der Türkei Juni 2015 wurde sie als Abgeordnete für Şanlıurfa gewählt. Bei den Neuwahlen im November 2015 wurde Leyla Güven erneut für Şanlıurfa aufgestellt, aber nicht gewählt.
Im Jahr 2016 besuchte Güven das Zilan-Festival in Dortmund. Dieses Festival wird im Gedenken an die Selbstmordattentäterin Zilan jährlich durchgeführt. Laut Bericht der PKK-Presse erklärte Güven dort:

„Seit zwölf Jahren feiert ihr hier dieses Festival. Trotz aller Schwierigkeiten seid ihr noch auf den Beinen. Ihr setzt euch ein; denn Zilan ist genau wie der kurdische Volksführer sagte, ein Manifest, ein Aufbruch, eine Wegweiserin. Aus diesem Grund vergisst man sie nicht.“

Im Januar 2018 wurde Güven erneut festgenommen. Anlass waren kritische Äußerungen zur Operation Olivenzweig. Die Untersuchungshaft wurde wenige Tage später verhängt. Aus dem Dossier der Staatsanwaltschaft geht hervor, dass die Anklage sich darauf stützt, dass der NGO Demokratik Toplum Kongresi, in dessen Namen Güven die Äußerungen tätigte und dessen Co-Vorsitzende sie ist, auf Anweisung von Abdullah Öcalan gegründet worden sei.
Bei der Parlamentswahl in der Türkei 2018 errang Güven aus der Haft heraus für einen Wahlkreis in Hakkari ein Abgeordnetenmandat im Türkischen Parlament. Ein Gericht ordnete wenige Tage nach der Wahl ihre Freilassung an. Einem Einspruch der Staatsanwaltschaft gegen diese Entscheidung wurde stattgegeben, sodass Güven trotz des Mandats weiter in Untersuchungshaft bleiben musste. Nach Medienberichten durchsuchte die Polizei im Oktober 2018 ihre Wohnung in Diyarbakır. Ab 7. November 2018 nahm Güven einen unbefristeten Hungerstreik gegen die Isolationshaft Abdullah Öcalans auf. Im Januar 2018 verstarb ihre Mutter. Bereits beim Tod ihres Vaters im Jahr 2011 war Güven im Gefängnis gewesen. Im Januar 2019 war Güven nach wie vor im Hungerstreik. Ihre Aktion rief eine Welle von Solidaritätsaktionen in Europa und der Türkei und Hungerstreiks in Straßburg und in türkischen Haftanstalten hervor.
Am 25. Januar 2019 verfügte ein Strafgericht die Freilassung von Leyla Güven aufgrund ihres schlechten Gesundheitszustands unter Auflagen, darunter ein Reiseverbot ins Ausland. Eine neuerliche Anhörung wurde für den 29. Mai 2019 angesetzt.